# Julia Guiraudon
Julia Guiraudon connue aussi comme Julia Guiraudon-Cain, née le 9 décembre 1873 à Bordeaux et morte le 15 avril 1966 à Neuilly-sur-Seine, est une artiste lyrique (soprano) française qui a chanté à l'Opéra-comique. 

## Biographie
Elle est la fille d’un boulanger ou d'un ostréiculteur de Biganos, selon d'autres sources.
Elle étudie d'abord à Bordeaux, puis au Conservatoire national de musique et de déclamation, élève d'Eugène Crosti pour le chant, Alfred Giraudet pour l'opéra-comique et Émile-Alexandre Taskin pour l'opéra. elle obtient un second prix de chant et un second prix d’opéra en 1895, puis un premier prix d'opéra et un premier prix d'opéra-comique en 1896. Elle commence sa carrière en 1897 à l'Opéra-Comique de Paris où elle fait ses débuts dans la première de Kermaria de Camille Erlanger. En 1898, elle chante à l'Opéra-Comique le rôle de Mimi dans la première française de La Bohème de Giacomo Puccini.
En 1904, elle se marie avec l'auteur Henri Cain, qui a écrit plusieurs livrets d'opéra pour Jules Massenet. Elle quitte la scène et renonce irrévocablement au théâtre. Elle y revient pourtant en 1912 et obtient un succès en 1914, dans La Marchande d'allumettes, en présence notamment du président Raymond Poincaré. Jean Prudhomme, le critique de Comoedia écrit « Les sons filés dans la quinte aiguë, les pianissimo, les nuances vocales atteignent au triomphe, nul soprano n'est de plus pur cristal que le sien ; elle chante, comme on dit au théâtre, l'archet sur la corde: son style lié, sa musicalité, son émission, l'équilibre parfait de ses sons; tout cela semble tenir du prodige ».
Elle chante encore dans La Vivandière de Benjamin Godard au Ba-Ta-Clan en 1931.

## Répertoire
Elle crée de nombreux rôles:

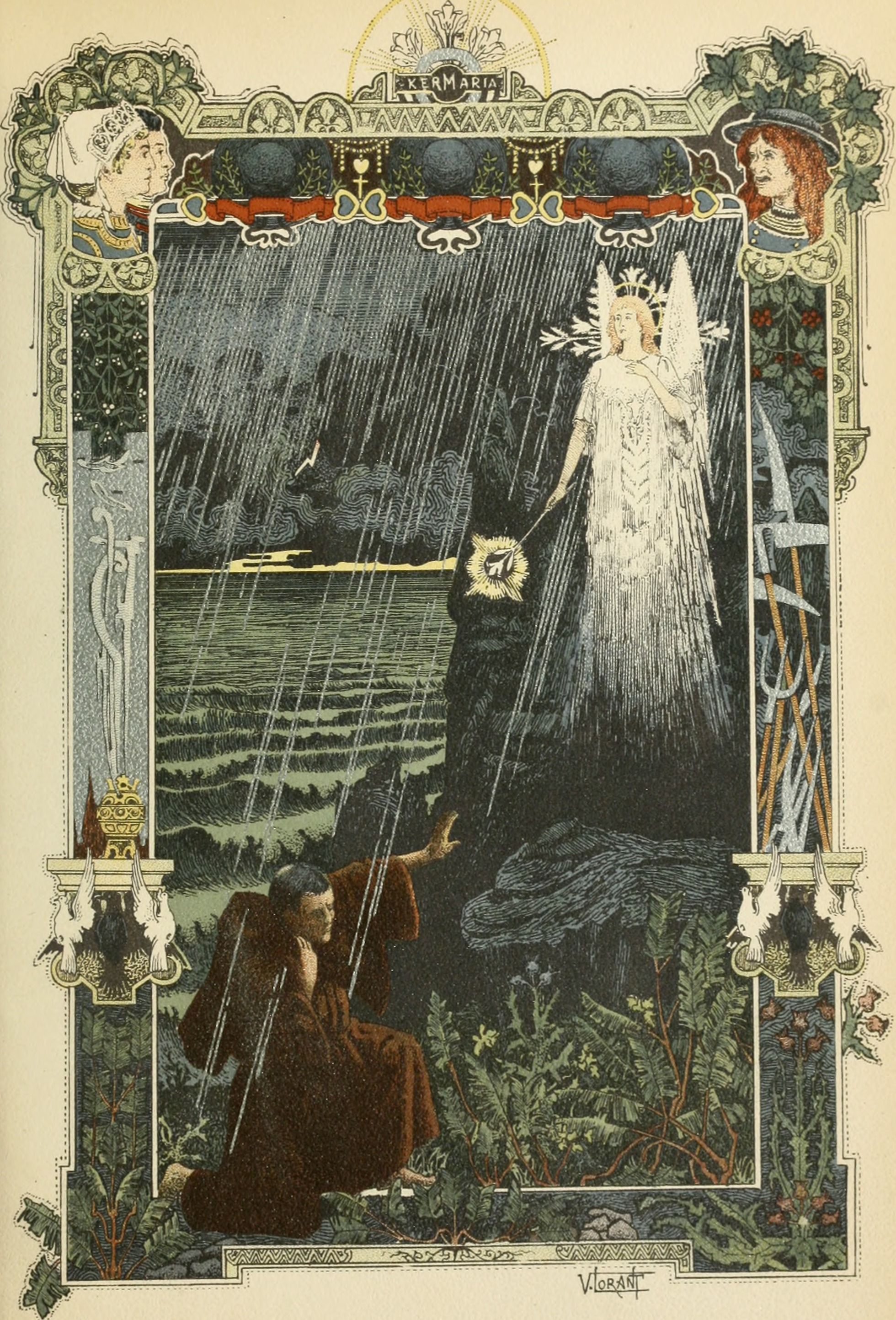
Kermaria (1897)

- 1897 : Tiphaine dans Kermaria de Camille Erlanger, Opéra-Comique, 8 février[note 1].
- 1897 : Fatou dans Le Spahi de Lucien Lambert, Opéra-Comique, 18 octobre[note 2],[8].
- 1897 : Irène dans Sapho de Jules Massenet, Opéra-Comique, 27 novembre[9],[10].
- 1897 : Chloé dans Daphnis et Chloé d'Henri Büsser,  14 décembre 1897.
- 1898 : Mahenu dans L'île du rêve de Reynaldo Hahn, Opéra-Comique, 23 mars[note 3].
- 1898 : Mimi dans La Bohème de Giacomo Puccini, première en France à l'Opéra-Comique, 13 juin.
- 1899 : Le rôle-titre de Cendrillon de Jules Massenet, 24 mai.
- 1900 : Suzel Mathis dans Le Juif polonais de Camille Erlanger, Opéra-Comique[11].
- 1901 : Lulu dans l'Ouragan d'Alfred Bruneau, Opéra-Comique, 29 avril[note 4].
- 1902 : Geneviève dans La Troupe Jolicœur d'Arthur Coquard, 30 mai[note 5].
- 1912 : Junia dans Roma de Jules Massenet à l'Opéra de Monte-Carlo , 17 février 1912[12].
- 1913 : Lucile dans Yato de Marguerite Labori à l'Opéra de Monte-Carlo,28 mars[13].
- 1914 : Daisy dans La Marchande d'allumettes de Tiarko Richepin à l'Opéra-Comique, 25 février[note 6],[6].

## Enregistrements
Elle participe à l'une des plus grandes compilation de chants classiques, The EMI Record of Singing où elle apparaît dans le Volume I - L'école française.

## Décorations
- Officier de l'Instruction publique.